# Henry Stommel

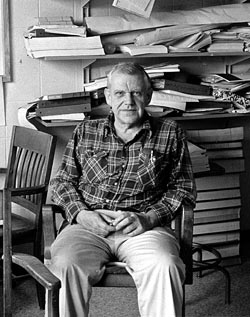
Henry Stommel, 1979

Henry Melson Stommel (* 27. September 1920 in Wilmington, Delaware; † 17. Januar 1992 in Boston, Massachusetts) war ein US-amerikanischer Ozeanograph.

## Leben
Stommel studierte an der Yale University, wo er 1942 seinen Bachelor-Abschluss machte und danach bis 1944 als Instructor in Mathematik und Astronomie arbeitete. Von 1944 bis 1959 war er Wissenschaftler an der Woods Hole Oceanographic Institution (WHOAI), zunächst im Rahmen eines obligatorischen Wehrdienstes. 1954 errichtete er für das Woods Hole Institut die Panulirus Station auf den Bermuda-Inseln. Obwohl er nie promoviert wurde, wurde er aufgrund seiner wissenschaftlichen Arbeiten 1959 Professor für Ozeanographie an der Harvard University. Ab 1963 war er Professor am Massachusetts Institute of Technology und ab 1978 bis zu seiner Pensionierung wieder in Woods Hole.
Stommel war einer der führenden Ozeanographen und leistete in den 1940er und 1950er Jahren grundlegende Arbeit in der Aufklärung der globalen Ozean-Zirkulation und der dahinterstehenden physikalischen Mechanismen. Zum Beispiel fand er (zunächst in Modellen, die erst später durch Beobachtung bestätigt wurden) wie diese über Tiefenströme geschlossen werden und er fand die Ursache der Verstärkung der westlich gelegenen Ströme wie des Golfstroms gegenüber ihren östlichen Gegenstücken. Er befasste sich auch mit turbulenter Diffusion, der Klassifikation von Ästuaren und dem Einfluss von Vulkanen auf das Klima.
1959 wurde Stommel in die American Academy of Arts and Sciences gewählt, 1961 in die National Academy of Sciences. 1989 erhielt er die National Medal of Science. Er war seit 1976 auswärtiges Mitglied der damaligen Akademie der Wissenschaften der UdSSR,  seit 1983 der Royal Society und seit 1984 der Académie des sciences. 1983 erhielt er den Crafoord-Preis, 1986 die erstmals vergebene Albert-Defant-Medaille der Deutschen Meteorologischen Gesellschaft. Die American Meteorological Society vergibt ihm zu Ehren den Henry Stommel Research Award für Ozeanographie.
Er war seit 1950 verheiratet und hatte zwei Söhne und eine Tochter.

## Schriften
- Collected Works, American Meteorological Society, 1996, 3 Bände, Herausgeber Nelson Hogg, Rui Xin Huang
- Science of the Seven Seas, Cornell Maritime Press, 1945.
- The Gulf Stream; A Physical and Dynamical Description, 2. Auflage, University of California Press, 1972. ISBN 0520012232
- Lost Islands: The Story of Islands That Have Vanished from Nautical Charts, University of British Columbia Press, 1984. ISBN 0774802103
- A view of the sea: A Discussion between a Chief Engineer and an Oceanographer about the Machinery of the Ocean Circulation, Princeton University Press,  1987. ISBN 0691084580 (2001 auch ins Chinesische übersetzt)
- mit Dennis W. Moore An Introduction to the Coriolis Force, Columbia University Press, 1989. ISBN 0231066376